# Carmenta mydaides
Carmenta mydaides is een vlinder uit de familie wespvlinders (Sesiidae), onderfamilie Sesiinae.
Carmenta mydaides is voor het eerst wetenschappelijk beschreven door Ureta in 1956. De soort komt voor in het Neotropisch gebied.